# Bécancour (condado)
A Regionalidade Municipal do Condado de Bécancour está situada na região de Centre-du-Québec na província canadense de Quebec. Com uma área de mais de mil quilómetros quadrados, tem, segundo o censo de 2006, uma população de cerca de dezenove mil pessoas sendo comandada pela cidade de Bécancour. Ela é composta por 12 municipalidades: 1 cidade, 8 municípios e 3 freguesias.

## Municipalidades

### Cidade
- Bécancour

### Municípios
- Deschaillons-sur-Saint-Laurent
- Fortierville
- Lemieux
- Manseau
- Sainte-Françoise
- Sainte-Marie-de-Blandford
- Saint-Pierre-les-Becquets
- Saint-Sylvère

### Freguesias
- Parisville
- Sainte-Cécile-de-Lévrard
- Sainte-Sophie-de-Lévrard

## Região Autônoma
A reserva indígena de Wôlinak não é membros do MRC, mas seu território está encravado nele.